# Imperial (skivmärke)

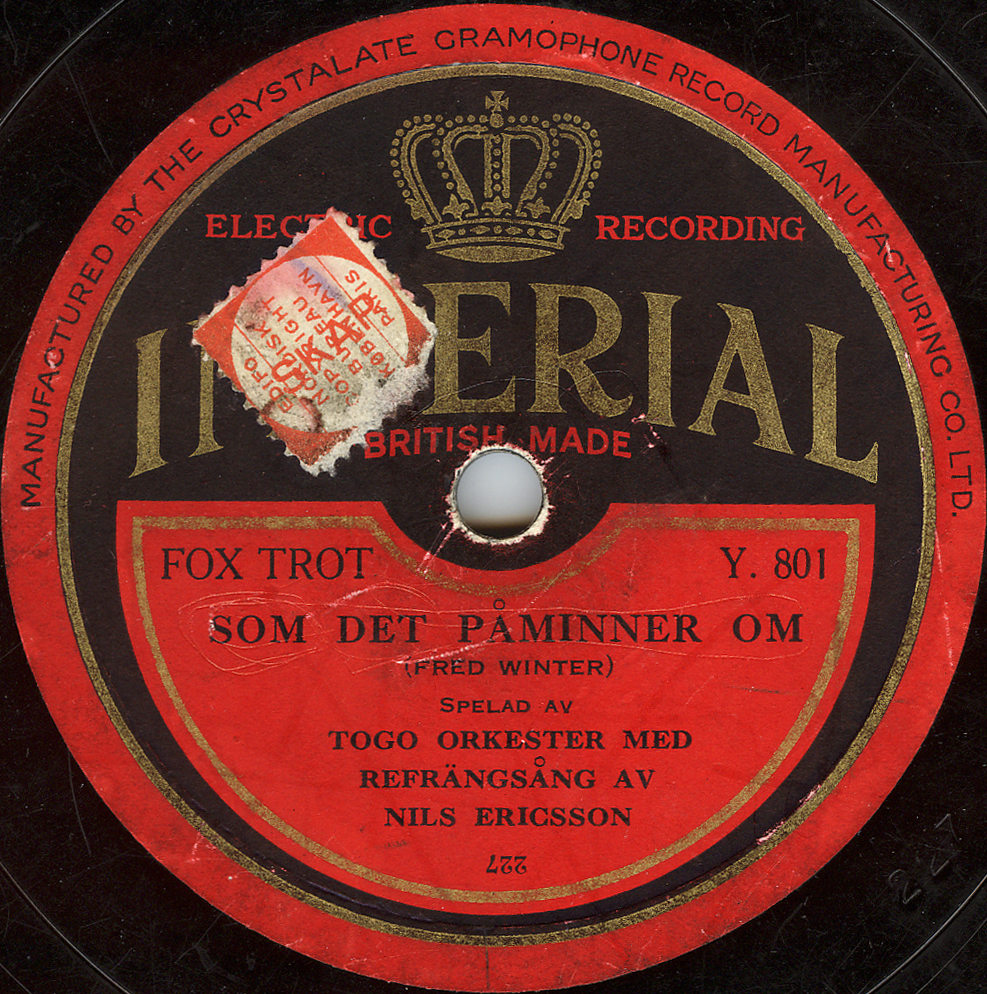
Etiketten till en utgåva på Imperial 1930 avsedd för den svenska marknaden. Inspelningen är med dansorkestern TOGO.

Imperial var ett brittiskt skivmärke producerat 1920-1934 av The Crystalate Gramophone Manufacturing Company Ltd.
Imperial var ett lågprismärke, huvudsakligen inriktat på dansmusik och annan lättare underhållning. Fram till 1923 var samtliga inspelningar inhemska brittiska, men detta år slöt Crystalate avtal med den amerikanska Plaza-koncernen och fick därmed tillgång till inspelningar från dess många olika lågprisetiketter (Banner, Regal med flera). Under sina sista år använde sig Imperial även av inspelningar från amerikanska Crown. Exempel på amerikanska artister som är vanligt förekommande på Imperial är Sam Lanin, Adrian Schubert, Vincent Lopez och Harry Reser.
Såväl brittiska som importerade inspelningar gavs ofta ut under pseudonym. Ett undantag var de inspelningar man under tidigt 1930-tal gav ut med den populäre orkesterledaren Jack Payne. Denne fick inte bara uppträda under sitt eget namn utan fick också sitt fotografi på etiketterna.
Imperial lades ner i England 1934 och ersattes av Rex, men återuppstod i Tyskland i mars 1936 som en utpräglad jazz- och swingetikett. Repertoaren bestod nästan uteslutande av engelska och amerikanska inspelningar, men även holländska The Ramblers fanns med. Sedan Carl Lindström AG tagit över Crystalate i Tyskland gavs fler egna inspelningar ut, bl.a. med Willy Berkings och Corny Ostermanns orkestrar. Med tiden blev också repertoaren mera allmän. De sista skivorna pressades 1953.
Imperial och dess mindre (17,5 cm) systermärke Oliver spelade även in skivor 1930 för den svenska marknaden. Inspelningarna gjordes på biografen Bromma i Alvik och bland artisterna märks dansorkestern TOGO.  1942 gavs mindre antal skivor ut för finländsk marknad, bl.a. med Ture Ara och Harmony Sisters.